# 马克西米利安·普拉纳
马克西米利安·普拉纳（德語：Maximilian Planer，1991年1月28日—），德国男子赛艇运动员。他曾代表德国参加世界赛艇锦标赛，获得二枚金牌和一枚银牌。他也参加了2016年夏季奥运会。